# Ратенский скальный театр

После спектакля «Нефтяной принц»

Ратенский скальный театр (нем. Felsenbühne Rathen) — летний театр, расположенный в скалах Саксонской Швейцарии вблизи курорта Ратен между Бастаем и скальным замком Нойратен.

## История
Театр был основан в 1936 году по инициативе жителей курортного местечка Ратен для постановок спектаклей и музыкальных представлений, в которых естественный скальный ландшафт использовался как часть декораций. В 1938 году в театре начались постановки спектаклей по произведениям немецкого писателя Карла Мая, известного своими произведениями об индейце Виннету.
После Второй мировой войны постановки спектаклей возобновились уже в 1946 году. Начиная с 1954 года и по настоящее время (2010 год) на сцене в Ратене работает радебойльский театр Landesbühnen Sachsen, который, кроме других постановок, с 1984 года возобновил прерванный показ спектаклей по произведениям Карла Мая. «Индейских» цикл начался с постановки в 1984 году спектакля «Сокровище Серебряного озера». В 1987 году состоялась премьера «Виннету», в 1995 году — спектакля «Верная рука». В 2007 году, к празднованию 165-летия писателя, состоялась премьера «Сокровище Серебряного озера» в новой постановке.

## Настоящее время
В настоящее время (2010 год) в летнем театре, рассчитанном на 2000 зрителей (реконструкция проводилась в 1957 году), с мая по сентябрь Landesbühnen Sachsen проводит до 90 представлений. В репертуаре, кроме вестернов, также детские спектакли, оперы: «Волшебный стрелок» Карла Марии Вебера, «Гензель и Гретель» Братьев Гримм, «Carmina Burana» Карла Орфа и другие.

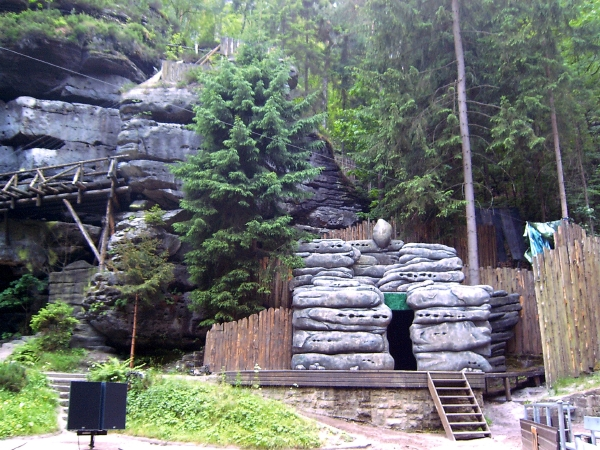
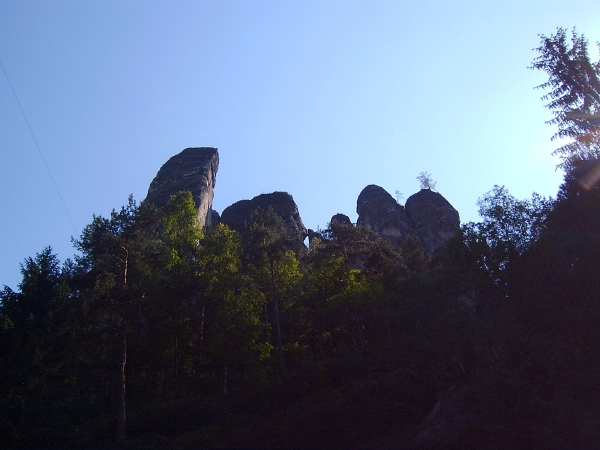
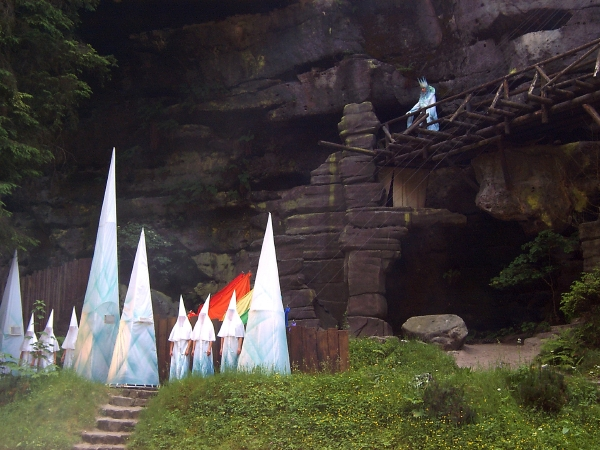